# Micrasterias muricata
Micrasterias muricata là một loài Song tinh tảo trong họ Desmidiaceae, thuộc chi Micrasterias.